# Kodras
Kodras – wieś położona w południowo-wschodniej części Albanii w gminie Qendër Ersekë. Wieś znajduje się 130 kilometrów od stolicy państwa, Tirany.